# Kartuzy
Kartuzyⓘ (nome adicional em cassúbio: Kartuzë; em alemão: Karthaus) é uma cidade localizada no norte da Polônia. Pertence à voivodia da Pomerânia, no condado de Kartuzy. É a sede da comuna urbano-rural de Kartuzy. A cidade fica às margens de quatro lagos chamados de lagos Kartuzy. São eles: o Lago Karczemne, o Lago Klasztorne Duże, o Lago Klasztorne Małe e o Lago Mielenko. As seguintes estradas provinciais se cruzam em Kartuzy: n.º 211, n.º 224 e n.º 228.
Segundo os dados do Escritório Central de Estatística (GUS) de 31 de dezembro de 2024, Kartuzy tinha uma população de 13 687 habitantes e era a décima sétima maior cidade em população da voivodia da Pomerânia.

## Localização
Segundo os dados do Escritório Central de Estatística (GUS) em 31 de dezembro de 2023, a área da cidade é de 6,80 km².
Kartuzy fica na região da Cassúbia, que faz parte da Pomerânia de Gdansk.
De 1975 a 1998, a cidade pertenceu administrativamente à voivodia de Gdansk. Desde 1999, Kartuzy faz parte da voivodia da Pomerânia e é a sede do condado de Kartuzy.

## História

### Neolítico
O trabalho arqueológico na área de Kartuzy começou no século XIX. No entanto, a maioria dos achados foi perdida durante a Segunda Guerra Mundial. Outros trabalhos para reconstruir a história de Kartuzy foram realizados na década de 1970.
A área de Kartuzy foi provavelmente colonizada mais tarde do que as áreas ao sul. Durante todo o período Pleistoceno, a área foi ocupada pelo manto de gelo. Durante os períodos interglaciais, vários grupos nômades de pessoas apareceram na Pomerânia, migrando para o norte em busca de caça, mas não há achados que confirmem a existência de tais grupos na área da futura cidade.
No período boreal, quando o clima da Pomerânia se aqueceu e se estabilizou, os grupos nômades começaram a se estabelecer. As armas e ferramentas foram aprimoradas. Entretanto, a reconstrução da existência dos grupos que viviam nessa área é impossível e se baseia apenas na analogia com as áreas vizinhas. Apenas achados isolados que atestam a habitação de um grupo de pessoas foram encontrados na área. A situação é um pouco melhor com o estudo dos assentamentos do Neolítico tardio. Foram encontrados fragmentos de cerâmica e vestígios de agricultura. Os solos pobres não favoreceram o desenvolvimento de assentamentos humanos na área da Terra de Kartuzy.

### Idade do Bronze
Mais artefatos sobreviveram da Idade do Bronze. Sabe-se que a área era habitada por representantes da cultura lusaciana. Pouco se sabe sobre os assentamentos desses povos, e os principais achados são sepulturas isoladas e objetos encontrados nelas. Também foram encontrados fragmentos de cerâmica, ferramentas agrícolas e joias. A densidade populacional na área nessa época é estimada em uma pessoa por 2-5 km².

### Antiguidade
A Terra Cartusiana estava fora da Rota do Âmbar na Antiguidade e, como resultado, há poucos achados desse período. No entanto, sabe-se muito mais sobre as casas e a estrutura social, principalmente por meio de analogias com outras áreas semelhantes.

### Idade Média

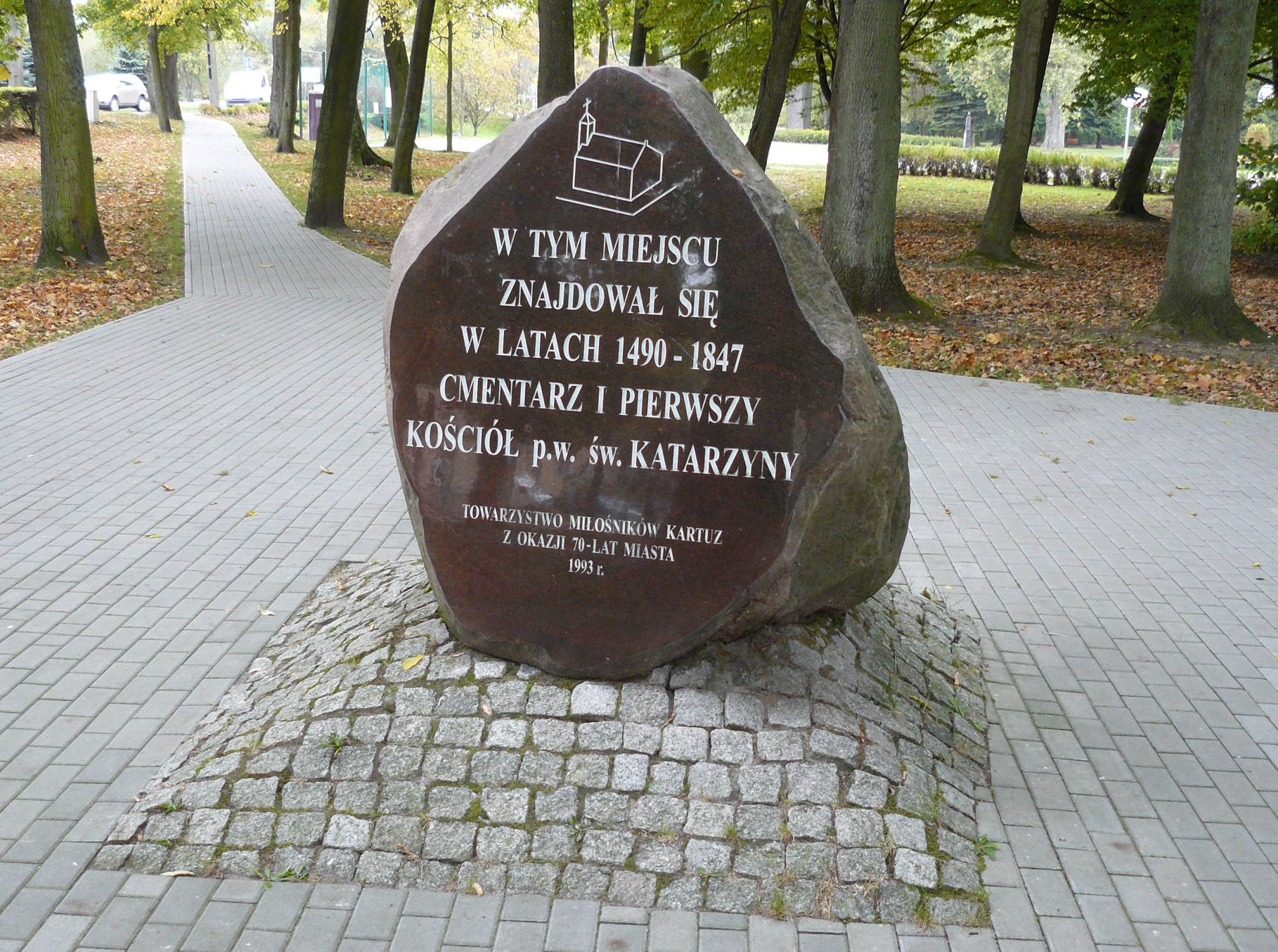
Pedra memorial no local da antiga igreja de Santa Catarina

Em 1382, Jan de Rusocin fundou o mosteiro cartuxo Paradisus Beatae Mariae em Kartuzy. No século XVIII, a fundação cartuxa era famosa por sua riqueza, pela fabricação de seu famoso licor e por suas atividades de caridade.

### 1800–1918
Em 1818, a vila de Kartuzy tornou-se a sede do condado. Todos os escritórios e instituições localizados nas cidades do condado estavam situados aqui, ou seja, o estarostado, o tribunal municipal, a prisão, o escritório de impostos, a sede da polícia do condado, o banco, os correios e muitos outros.
Em 1825, após a dissolução do mosteiro cartuxo, por uma decisão da administração da Igreja, a antiga igreja paroquial de Santa Catarina, localizada no cemitério inexistente (atual Parque Solidarności) entre a praça de São Bruno e a igreja do mosteiro, foi demolida (a existência de uma segunda igreja era necessária até então, em vista do rigor da regra cartuxa, que impedia as mulheres de usar a igreja do mosteiro). Essa igreja foi anexada à paróquia de Goręczyno como uma igreja filial durante a Reforma Protestante.
No final de 1892, a aldeia de Kartuzy tinha 2 369 habitantes. Dos quais (com base no idioma nativo): 1 401 cassúbios (1 361 católicos e 40 evangélicos), 822 alemães (83 católicos e 739 evangélicos), 131 judeus, 11 poloneses e 4 pessoas de outras nacionalidades.
Em 1886, Kartuzy ganhou uma conexão ferroviária com Pruszcz Gdański. Em 1897, foi construída uma estação ferroviária em Kartuzy, que foi destruída em 1945 como resultado da guerra. Em 1953, um novo prédio da estação foi construído no estilo típico do período (realismo socialista). Em 2017, ele foi demolido e substituído por um novo prédio. Em 1901, Kartuzy ganhou uma conexão ferroviária com Kościerzyna. Em 1904, uma casa de máquinas a vapor e uma torre de água foram construídas em Kartuzy. Em 1905, a linha ferroviária Pruszcz — Kartuzy foi estendida até Lębork. Em 1910, após a conclusão da usina hidrelétrica em Rutki, no rio Radunia, Kartuzy foi eletrificada.
Naquela época, em Kartuzy, havia a Verschönerungsverein (Sociedade para o Embelezamento de Kartuzy, desde 1986), a Kaschubische Volkskunde, a Deutscher Flotten Verein, a Vaterländischer Frauenverein (União das Mulheres da Pátria), o Turnverein (clube de ginástica), o Fussball Verein (clube de futebol), o Tennis Club (com quadras nos fundos do restaurante Borzestowski na rua Gdanska) e corais: de igreja, masculino e misto. Havia 6 pensões e 8 restaurantes na cidade.

### 1918–1945

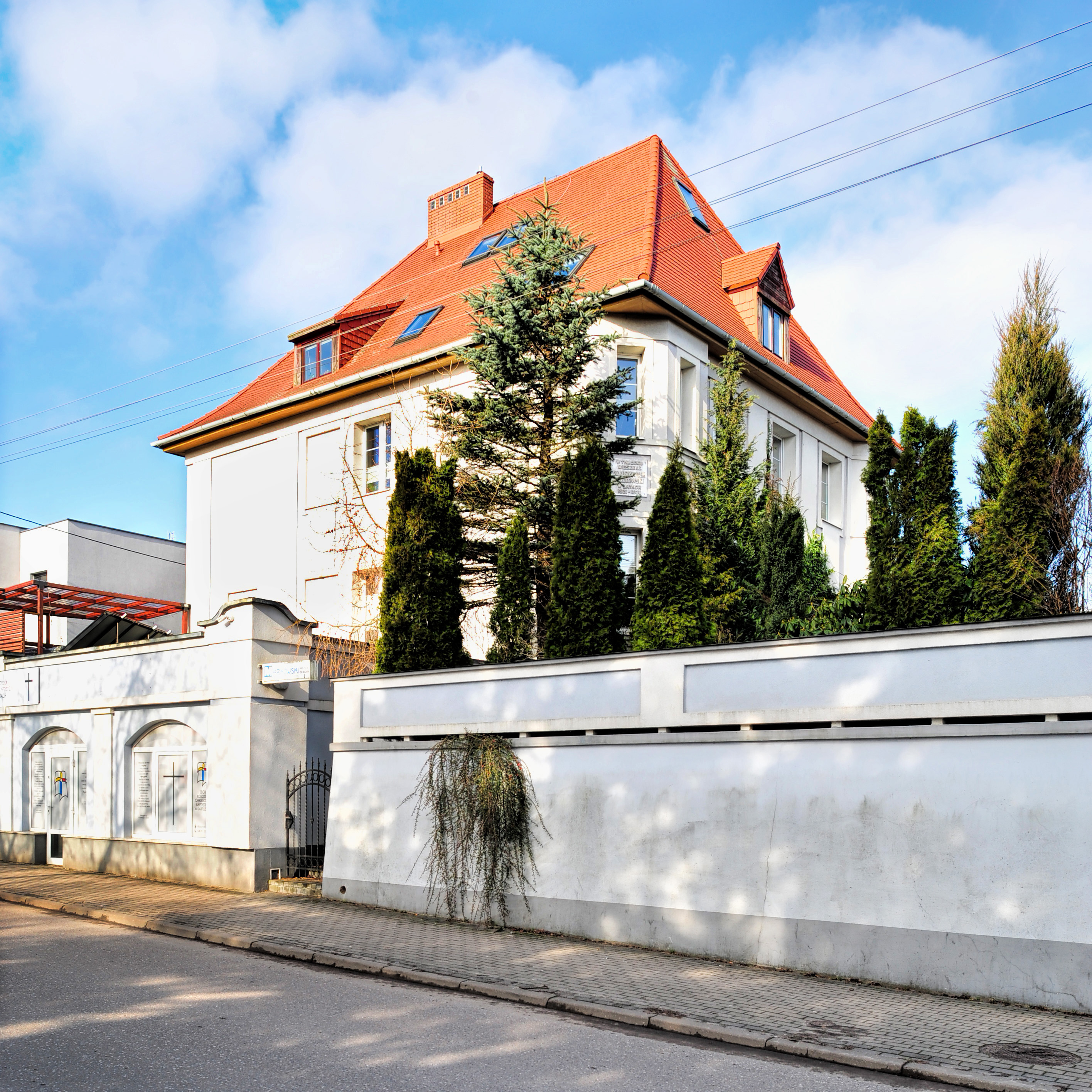
Casa Aleksander Majkowski

Depois que a Polônia recuperou sua independência em 1918, o exército polonês entrou em Kartuzy em 8 de fevereiro de 1920. Em 1920, uma sede distrital da polícia estatal foi instalada em Kartuzy, e a cidade se tornou a sede do condado de Kartuzy, que fazia fronteira com os condados de Wejherowo e Koscierzyna, bem como com a Alemanha e a Cidade Livre de Gdansk. Kartuzy não tinha direitos municipais naquela época. Entre 1920 e 1923, muitos alemães deixaram Kartuzy. A população alemã, embora em minoria, era a elite financeira e intelectual do condado. Em 1921, após a construção da linha ferroviária Gdynia — Kokoszki (atual linha ferroviária n.º 235, na seção Gdańsk Osowa — Gdynia Główna reconstruída), Kartuzy ganhou uma conexão ferroviária com Gdynia. Durante a guerra alfandegária entre a Polônia e a Alemanha, a conexão via Kartuzy, embora tipicamente local, foi assumida por trens que serviam o porto de Gdynia. Em seu auge, a estação de Kartuzy chegou a empregar 150 trabalhadores, e o Corpo de Bombeiros Voluntários, criado na época, empregava 30 ferroviários. O entroncamento ferroviário também tinha seu próprio serviço médico, no qual trabalhava, entre outros, o ativista cassúbio e poeta Aleksander Majkowski. Em 1922, foi criado um hospital distrital em Kartuzy.

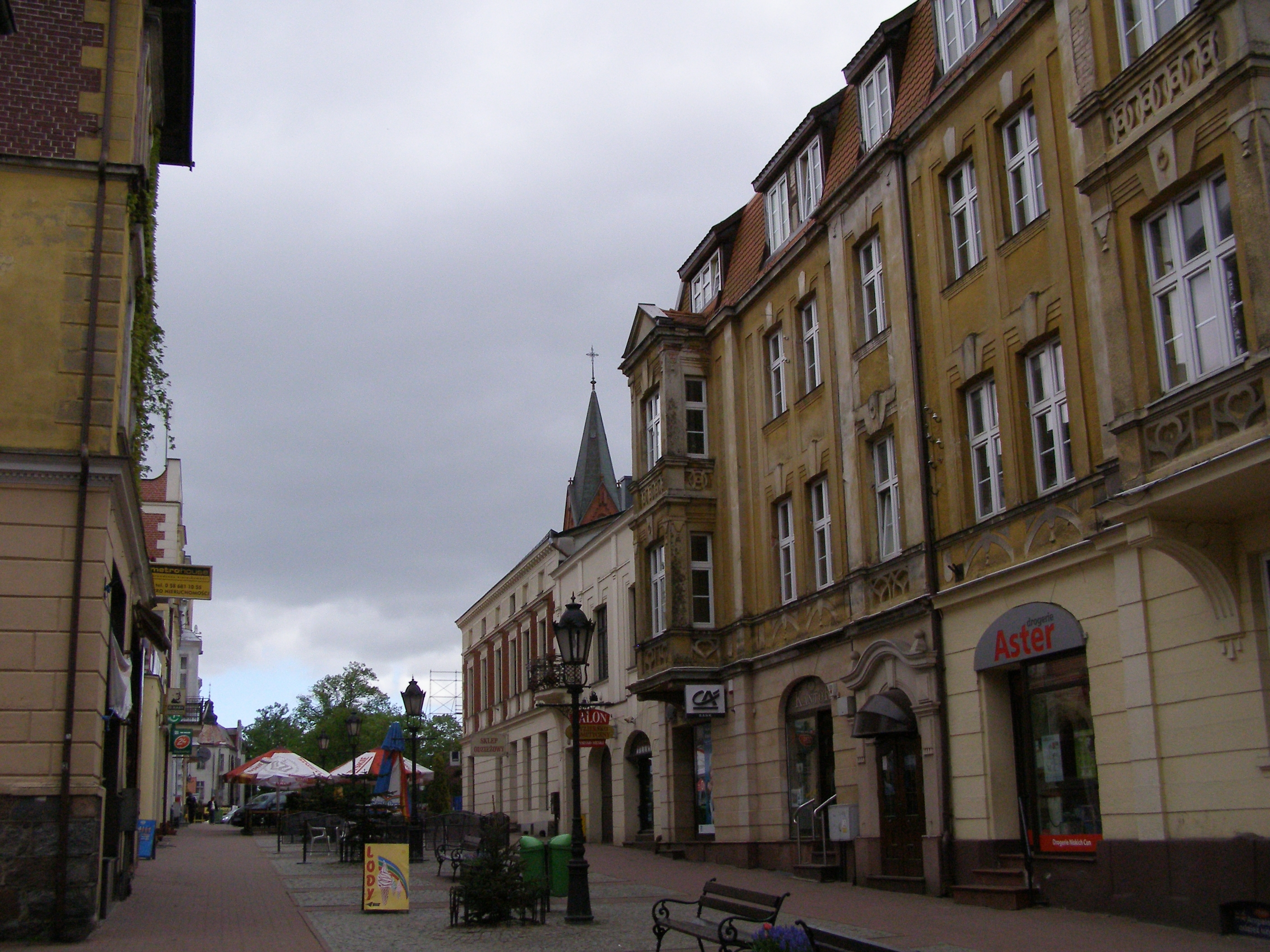
Calçadão — rua Dworcowa

Em 1923, Kartuzy recebeu direitos de cidade, o que elevou a posição do centro. Anteriormente, apesar do desenvolvimento tipicamente urbano e da sede das autoridades distritais, a importância do centro era muito menor. O primeiro prefeito de Kartuzy foi Walerian Kubasik, anteriormente funcionário do magistrado em Toruń. No entanto, a eleição do prefeito não ocorreu por meio de eleições, mas por meio de uma competição organizada pelo magistrado. Em outubro de 1925, foram realizadas as primeiras eleições para o Conselho da Cidade (o conselho anterior havia sido eleito como Conselho Municipal). No mesmo ano, o Sejm aprovou uma lei sobre a construção de uma linha de Bydgoszcz a Gdynia, contornando Kartuzy, o que resultou em uma redução significativa do transporte ferroviário na cidade. Em 1936, a cidade tinha uma população de 5.764 habitantes: 5.544 poloneses, 168 alemães e 45 judeus.
Em 4 de setembro de 1939, foi iniciada a ocupação alemã de Kartuzy. Quando a Wehrmacht entrou na cidade, a sinagoga local foi incendiada e a diáspora judaica de 45 pessoas foi exterminada. Durante a guerra, a empresa Tiefbau Unternehmung Heinrich Speck construiu o chamado Nowe Osiedle (Novo Assentamento), que consistia em uma dezena de edifícios para as vítimas dos bombardeios aéreos dos Aliados evacuadas da Renânia e da Vestfália. Novos edifícios residenciais também foram construídos nas ruas Zamkowa e Sambora.
A luta por Kartuzy começou em 9 de março de 1945. A cidade foi atacada por unidades blindadas e de infantaria do 49.º Exército do coronel-general Ivan Grishin da Segunda Frente Bielorrussa da 2.ª Frente de Konstantin Rokossovsky e capturou a cidade no dia seguinte, 10 de março de 1945. Aproximadamente 320 soldados do Exército Vermelho morreram durante os combates.

### 1945–1989
Apenas a estação ferroviária da cidade foi destruída como resultado do esforço de guerra.
Em 19 de março de 1945, o comitê distrital do Partido dos Trabalhadores Poloneses em Kartuzy foi fundado em Bydgoszcz com o alferes Skołożyński como primeiro secretário. No início de maio de 1945, o Comitê Cívico iniciou suas atividades em Kartuzy. Em julho de 1945, uma administração polonesa foi instalada em Kartuzy. Até 1946, o exército soviético permaneceu na cidade (o marechal Konstantin Rokossovsky estava baseado na rua Majkowskiego).
Em 1947, foi criado o Museu Cassúbio em Kartuzy (nacionalizado em 1949). Um ano antes, o Conjunto de Música e Dança “Kashuby” iniciou suas atividades nesse local.
A expansão da cidade começou na década de 1960. Além de novos locais de trabalho, a Casa de Artesanato, o hospital, as escolas, o hotel “Rugan” e os prédios do poder público, foram construídos conjuntos habitacionais com os nomes “20.º aniversário da República Popular” e “Aleksander Zawadzki”.
Em 25 de maio de 1969, o torneio televisionado Torneio Municipal Kartuzy — Kościerzyna foi realizado em Złota Góra.
No início da década de 1980, a população da cidade ultrapassava 12 mil habitantes.

## Demografia
Conforme os dados do Escritório Central de Estatística da Polônia (GUS) de 31 de dezembro de 2024, Kartuzy é uma cidade pequena com uma população de 13 687 habitantes (17.º lugar na voivodia da Pomerânia e 306.º na Polônia), tem uma área de 6,8 km² (30.º lugar na voivodia da Pomerânia e 779.º lugar na Polônia) e uma densidade populacional de 2 013 hab./km² (3.º lugar na voivodia da Pomerânia e 48.º lugar na Polônia). Entre 2002–2024, o número de habitantes diminuiu 11,6%.
Os habitantes de Kartuzy constituem cerca de 8,85% da população do condado de Kartuzy, constituindo 0,58% da população da voivodia da Pomerânia.
| Descrição                         | Total      | Total   | Mulheres   | Mulheres | Homens     | Homens  |
| --------------------------------- | ---------- | ------- | ---------- | -------- | ---------- | ------- |
| unidade                           | habitantes | %       | habitantes | %        | habitantes | %       |
| população                         | 13 687     | 100     | 7 155      | 52,3     | 6 532      | 47,7    |
| área                              | 6,8 km²    | 6,8 km² | 6,8 km²    | 6,8 km²  | 6,8 km²    | 6,8 km² |
| densidade populacional (hab./km²) | 2 013      | 2 013   | 1 052,8    | 1 052,8  | 960,2      | 960,2   |

## Arquitetura

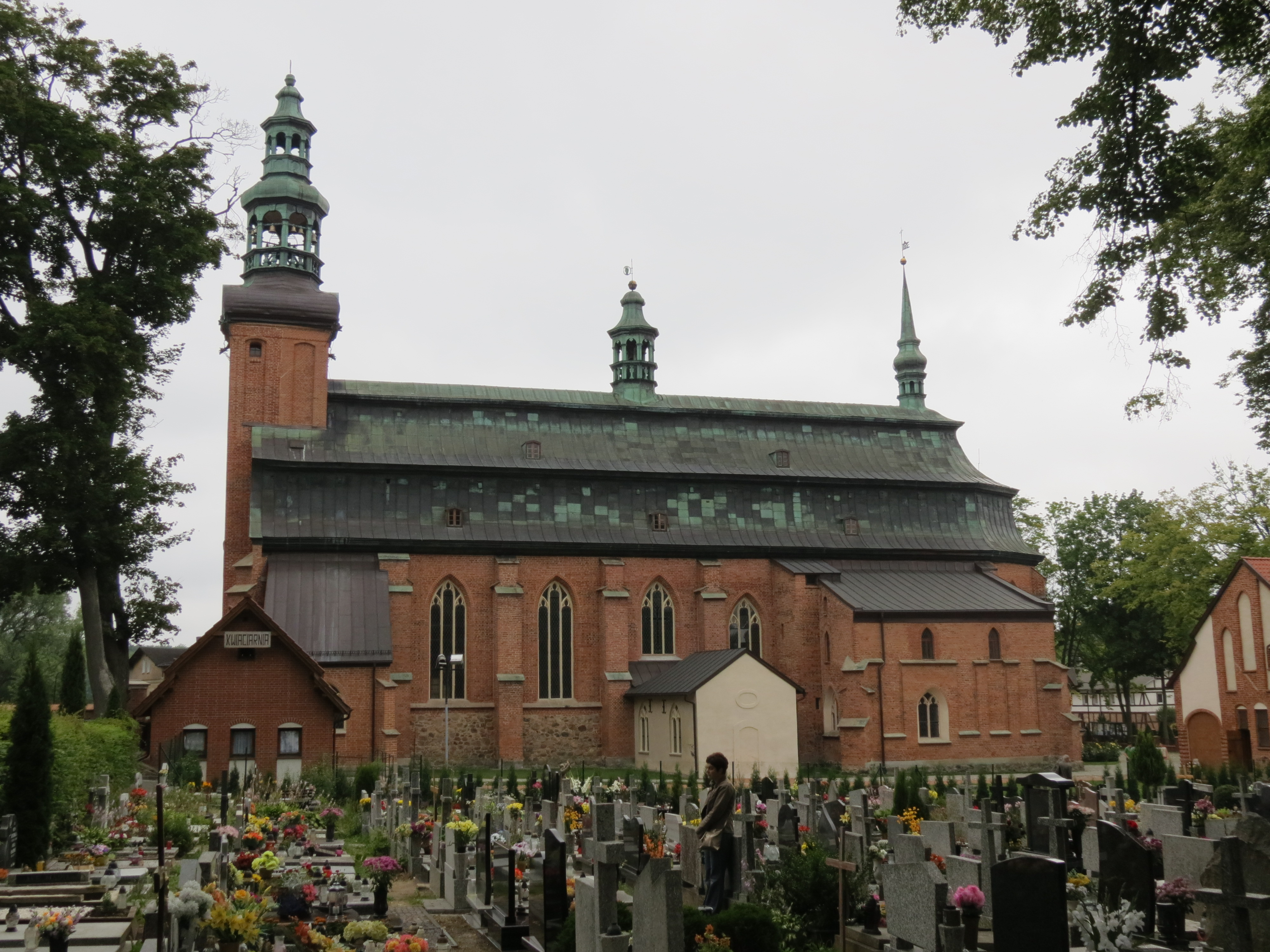
Igreja colegiada da Assunção da Bem-Aventurada Virgem Maria, vista do cemitério

### Monumentos históricos

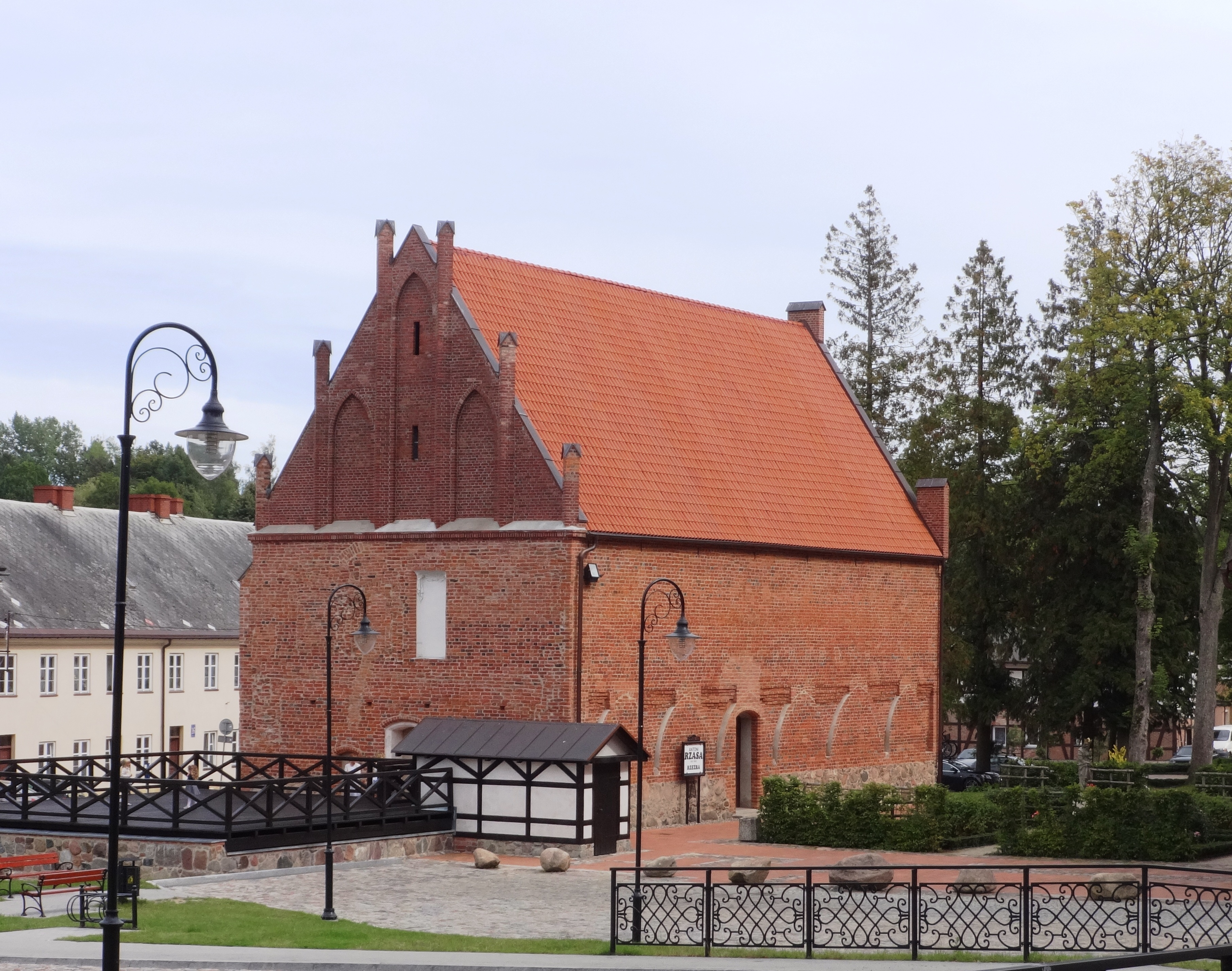
Antigo refeitório, agora a Galeria “Refektarz”

- Igreja colegiada da Assunção da Bem-Aventurada Virgem Maria da Ordem dos Cartuxos, do século XIV, com um teto que lembra uma tampa de caixão.
- Ermida “P” de cerca de 1400
- Escultura de arenito da Madonna de 1750
- Refeitório do mosteiro medieval (século XV), atualmente a Galeria “Refektarz”.
- Edifícios agrícolas da antiga fazenda cartuxa dos séculos XV, XVII, XIX e XX
- Capela São Bruno
- Capela da Santa Cruz, do século XVII, no monte Pontiagudo, a 253 m de altitude
- Igreja pós-evangélica de São Casimiro, de 1885–1887
- O prédio dos correios de 1890 no estilo maneirista holandês, na rua Parkowa, 2
- Casa de Aleksander Majkowski do início do século XX, na rua Majkowskiego, 9
- Prédio do centro comunitário da virada do século XIX
- Prédio do escritório do condado do início do século XX
- Edifício do Museu Cassúbio do início do século XX
- Edifício da Promotoria Distrital de 1903
- Estátua de Nossa Senhora, Rainha da Coroa Polonesa, de Marcin Rożek, de 1927
- Casa modernista de 1933, rua Majkowskiego, 22
- Casa modernista da década de 1930, rua Majkowskiego, 24
- Casa modernista da década de 1930, rua Majkowskiego, 32
- Casa modernista da década de 1930 da virada do século XX para o XX, rua Parkowa, 10
- Casa modernista da década de 1930, rua Prokowska, 10
- Casa modernista da década de 1930, rua Zamkowa, 13

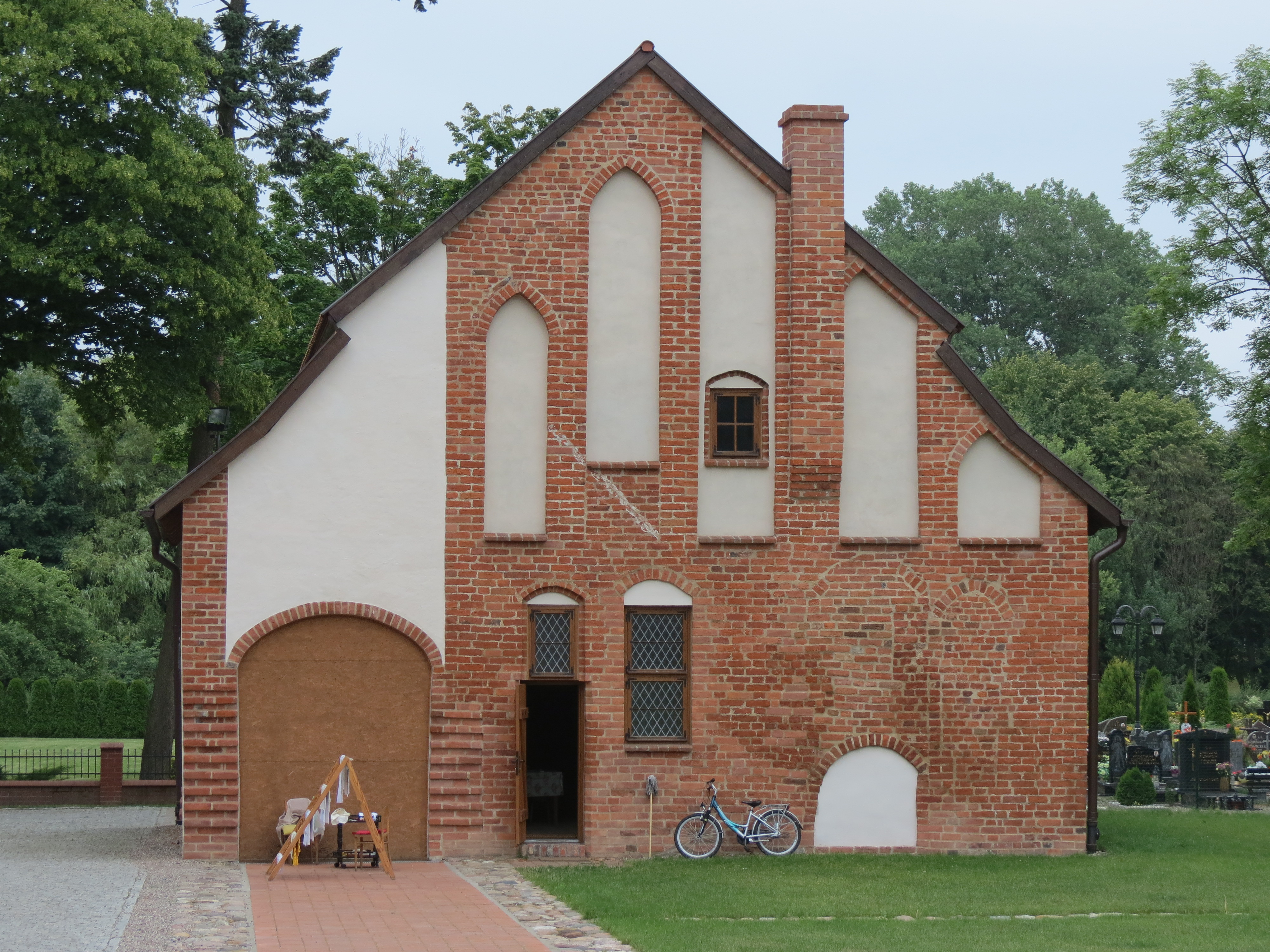
Mosteiro eremita
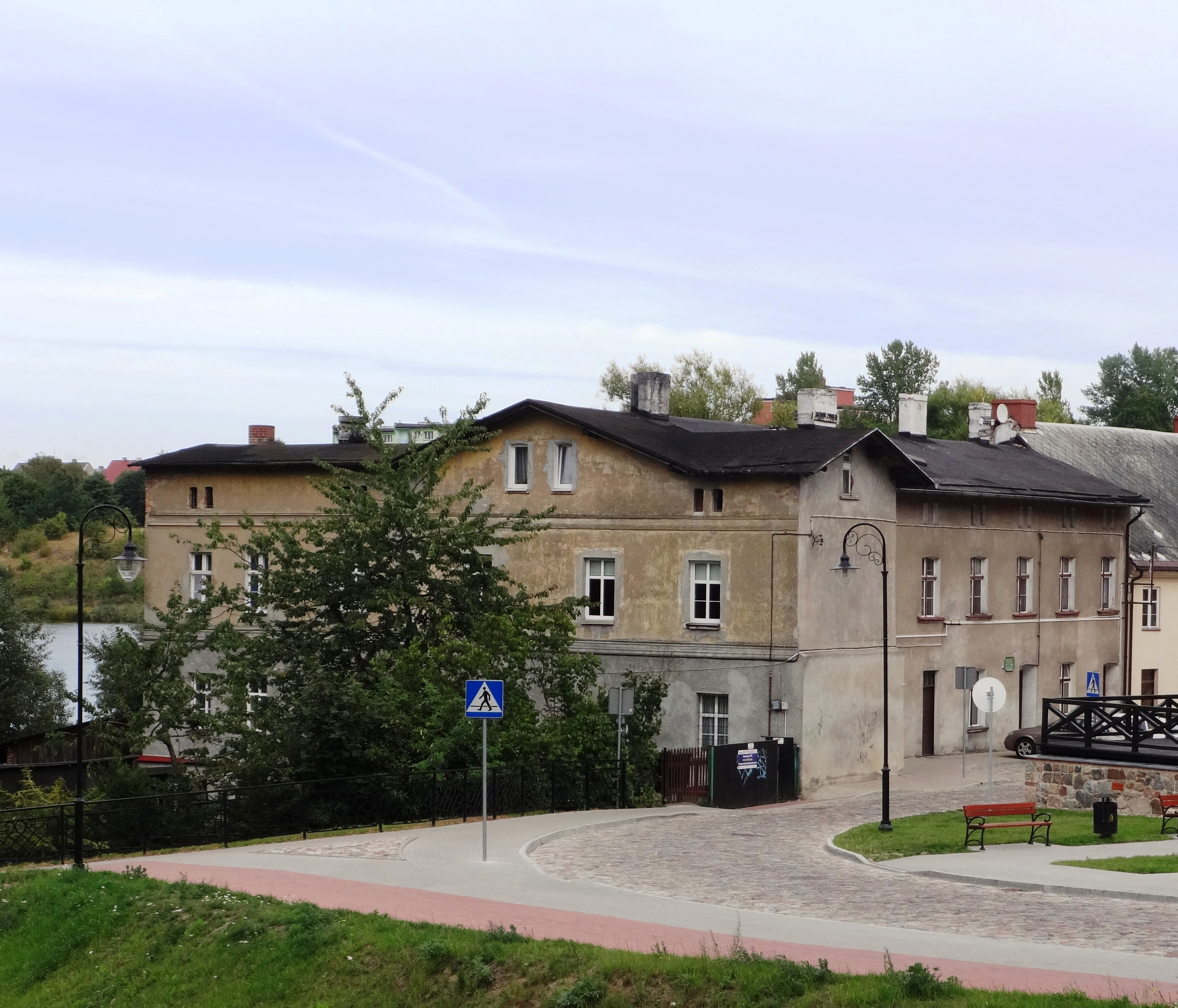
Antiga cervejaria na fazenda
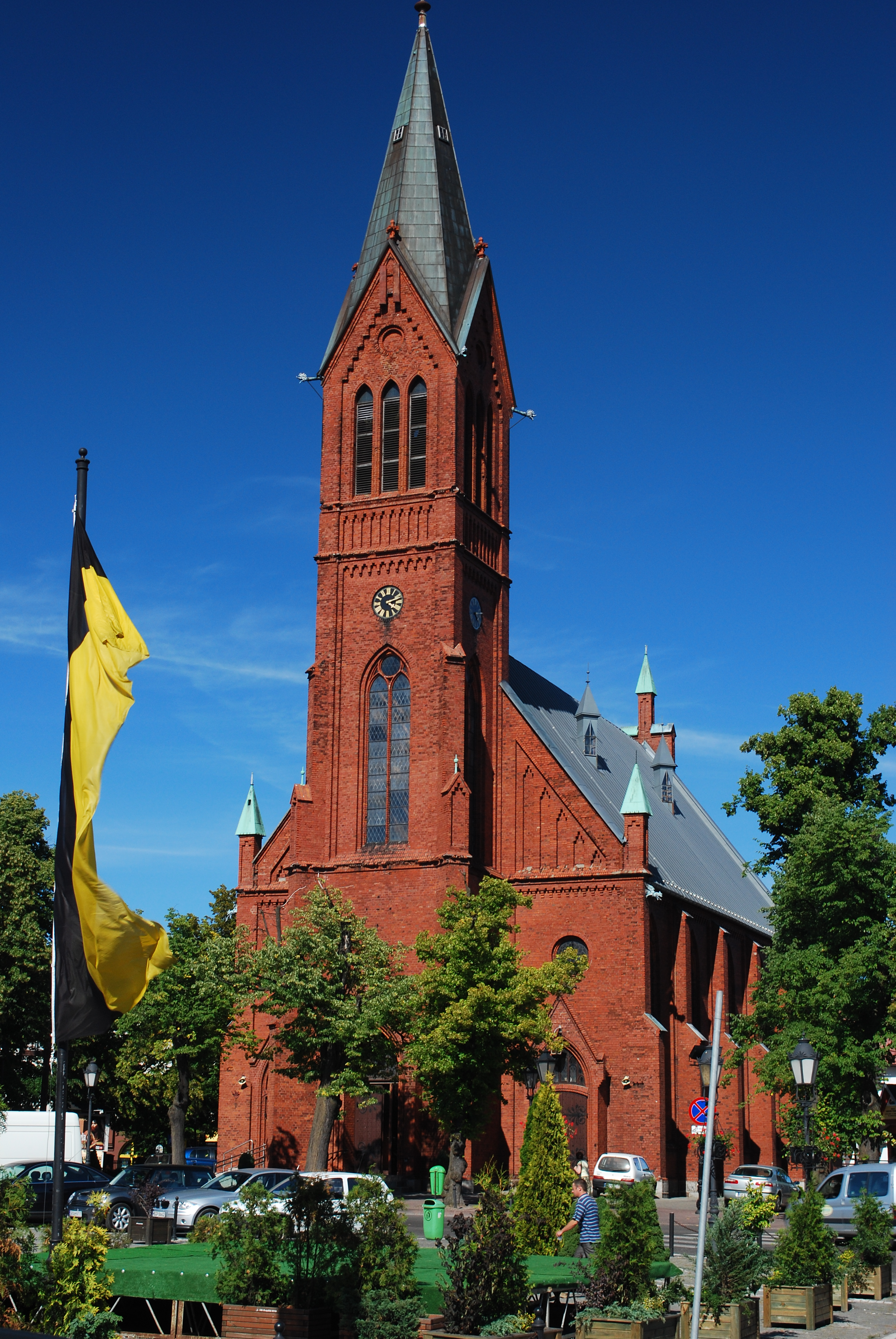
Igreja de São Casimiro
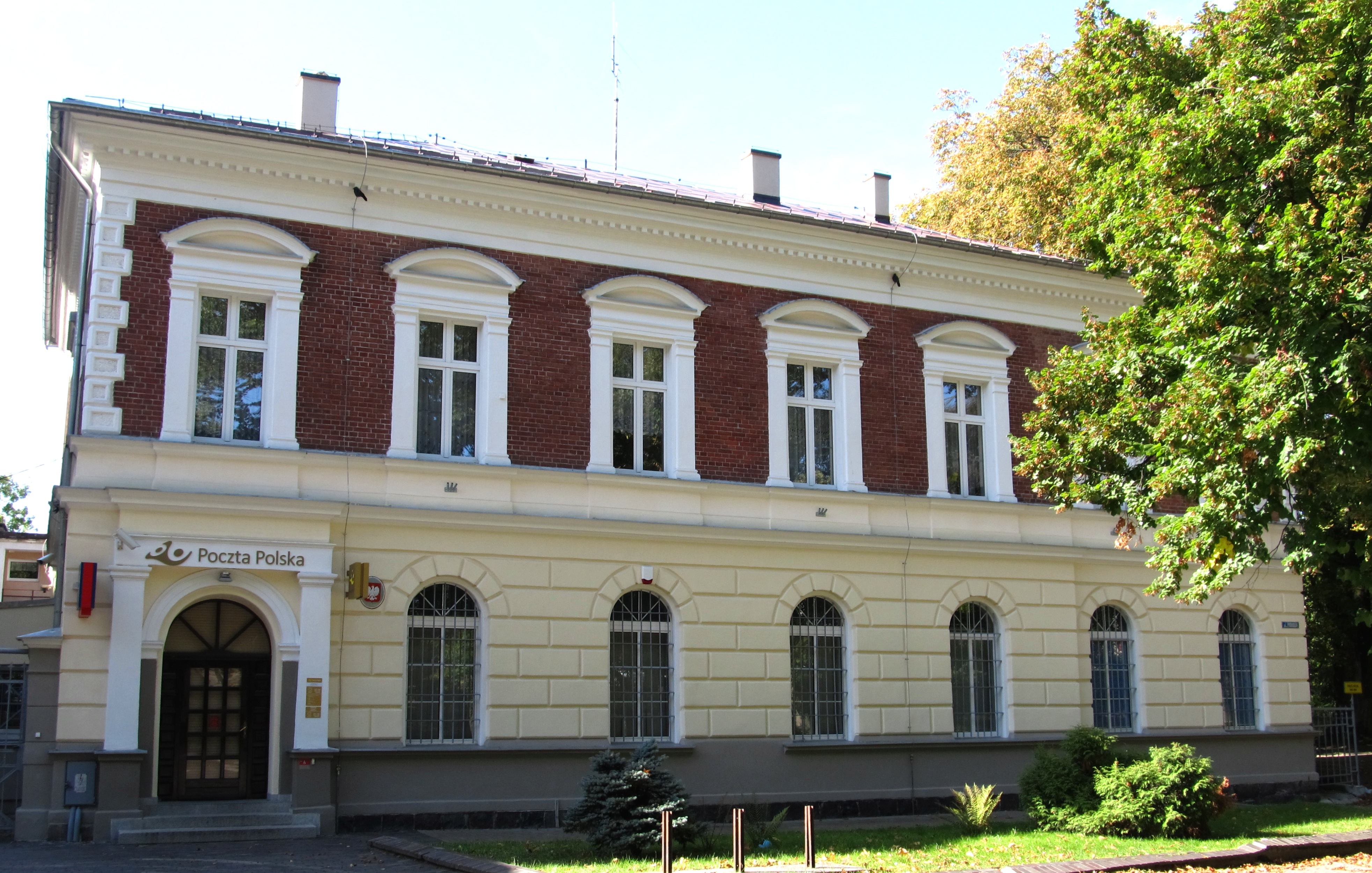
Prédio dos correios
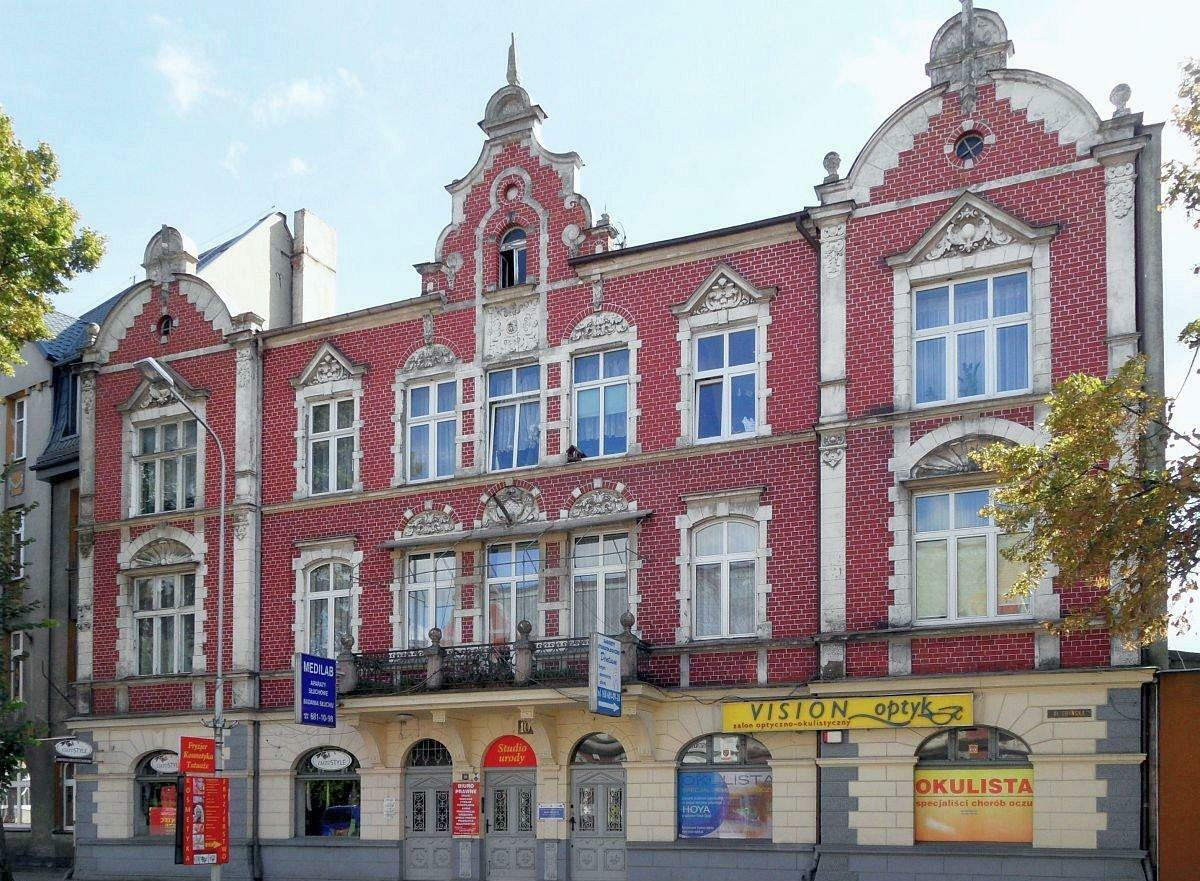
Sobrado na rua Gdańska
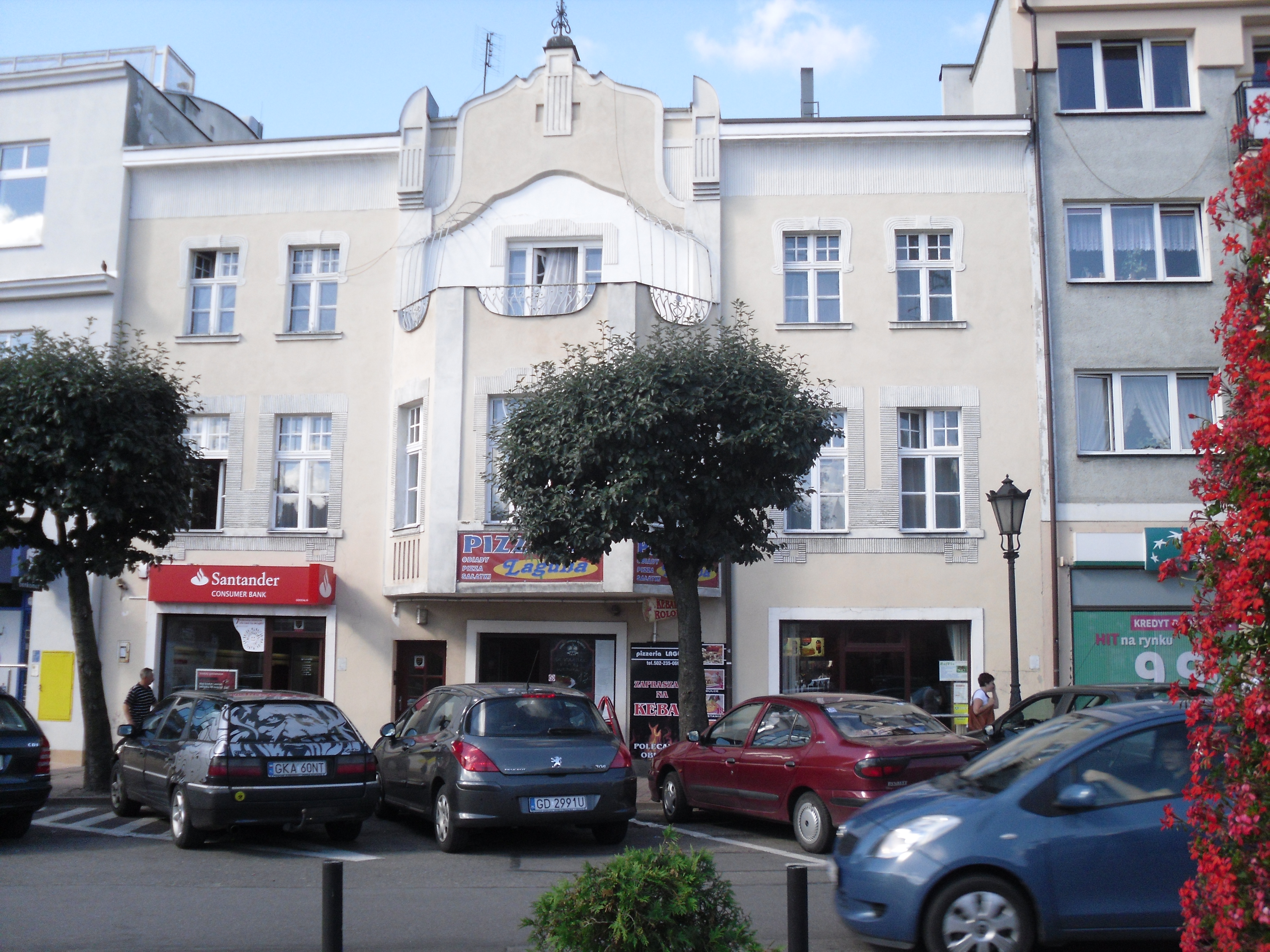
Sobrado na Praça do Mercado

## Economia

### Indústria
Somente a indústria agroalimentícia (laticínios, cervejaria, matadouro, moinhos) estava bem desenvolvida em Kartuzy antes da Segunda Guerra Mundial. Muito menos desenvolvido antes da guerra era o setor madeireiro.
Após a Segunda Guerra Mundial, algumas empresas industriais foram saqueadas pelo Exército Vermelho e outras foram nacionalizadas. As empresas nacionalizadas, às vezes, mudaram seu perfil de produção, por exemplo, a carpintaria se tornou a Fábrica de Assistência Científica. Na década de 1950, o setor madeireiro, especialmente a Fábrica de Auxílio Científico, tornou-se cada vez mais importante. No setor de alimentos, novas fábricas foram implantadas, como, por exemplo, a de processamento de vegetação rasteira. Havia também fábricas da “Veritas” que produziam embalagens plásticas, fábricas da “Cepelia” e a fábrica de congelamento e processamento da Cooperativa Provincial de Horticultura e Apicultura.

## Transporte

### Transporte ferroviário

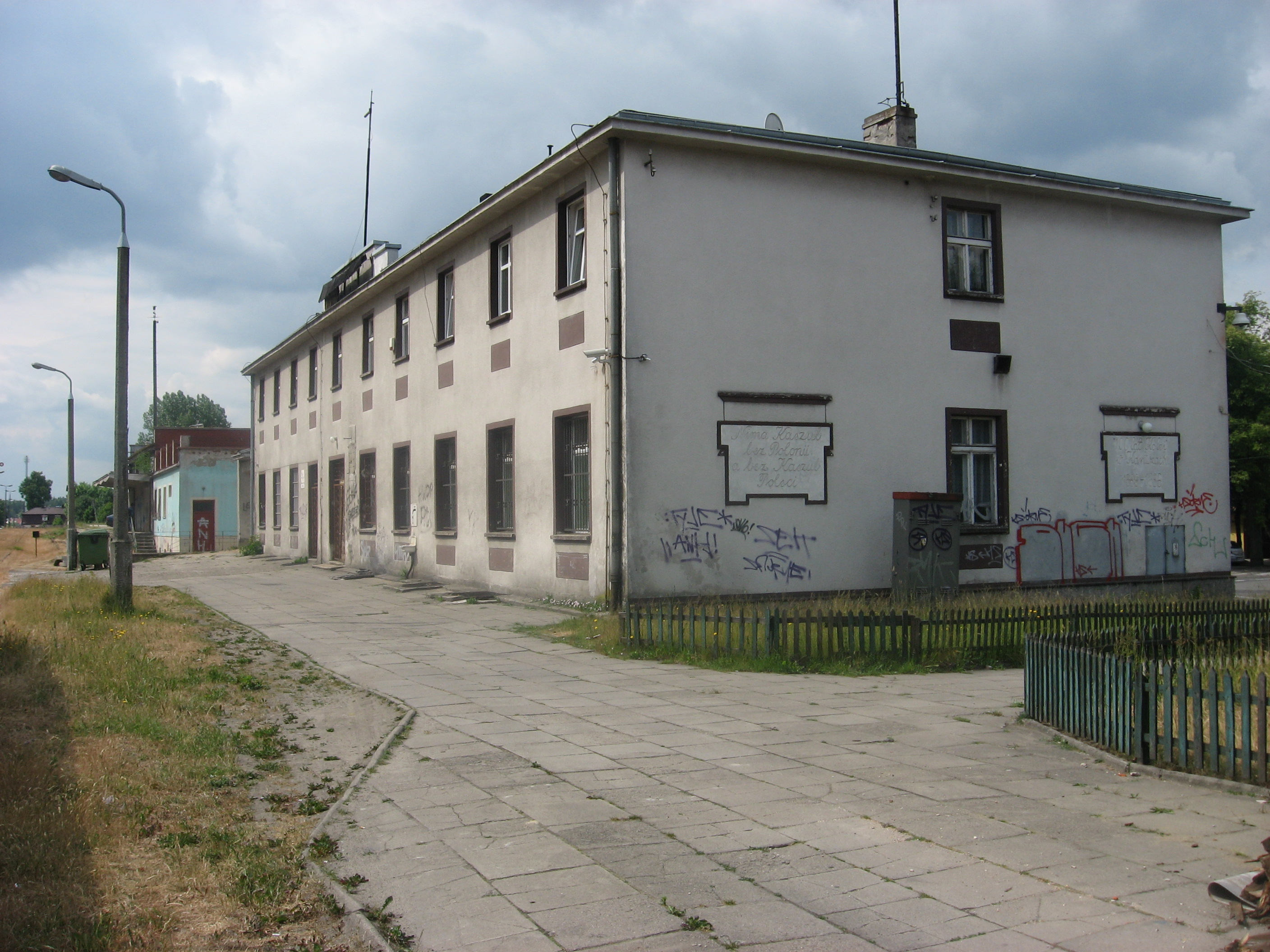
Antiga estação ferroviária de Kartuzy, não mais existente

Há uma estação ferroviária na cidade, que costumava ser um entroncamento ferroviário local. A linha ferroviária n.º 229 (Pruszcz Gdański — Łeba) passa pela estação e a linha ferroviária n.º 214 Somonino — Kartuzy termina ali. O tráfego de trens de passageiros na linha ferroviária n.º 229 foi completamente interrompido depois de 2000. A partir de 1 de outubro de 2015, como parte da Ferrovia Metropolitana da Pomerânia, o tráfego foi restaurado na seção Kartuzy — Glincz, criando uma conexão entre Kartuzy e Gdansk. Nas seções restantes (Glincz — Pruszcz e Kartuzy — Lębork), a linha n.º 229 está praticamente intransitável. Por outro lado, na linha ferroviária n.º 214, por muitos anos houve tráfego de passageiros para Somonin, onde era possível trocar de trem para Koscierzyna e Gdynia. Antes de 2015, havia apenas tráfego sazonal de passageiros para Gdynia.

### Transporte rodoviário

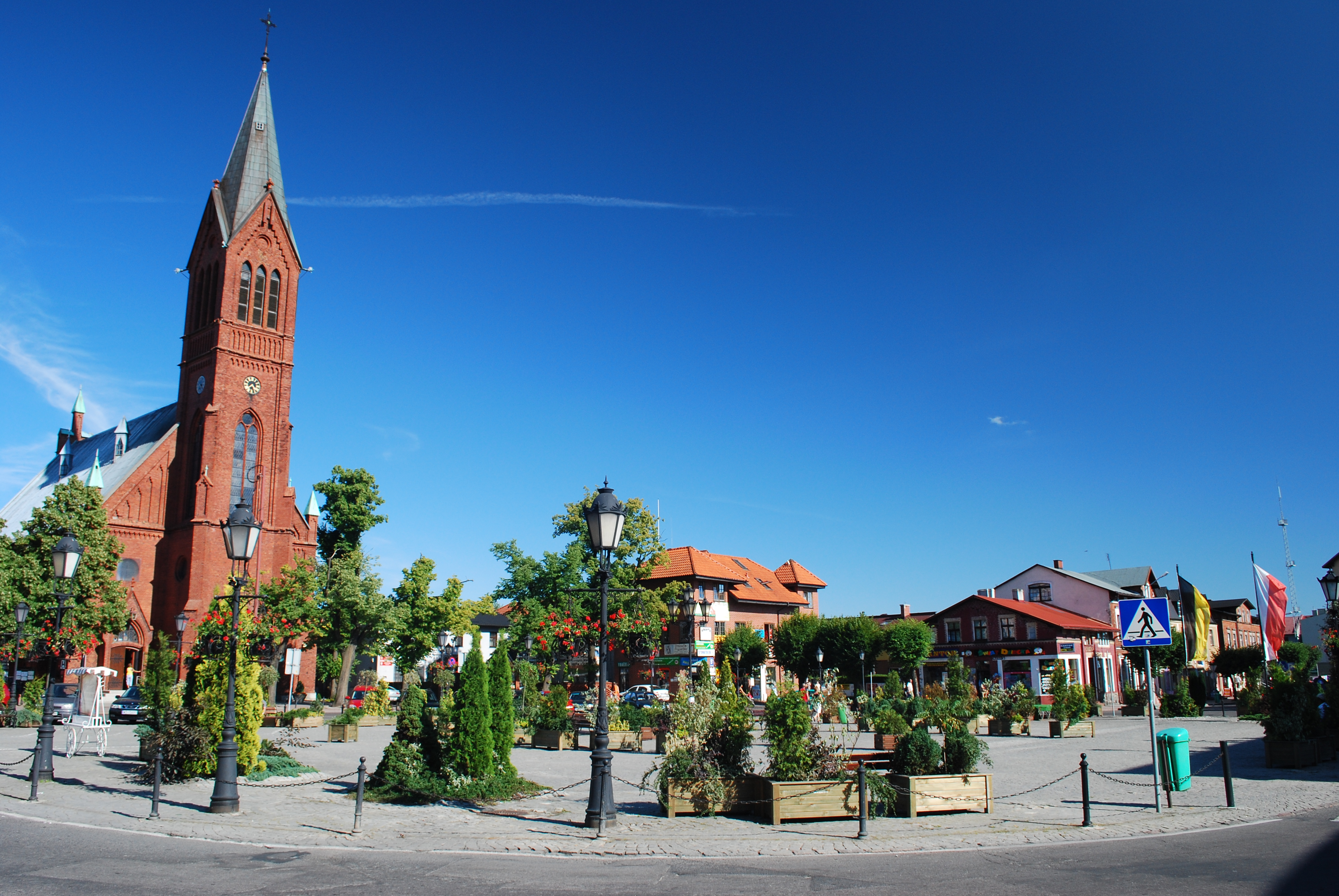
Praça principal de Kartuzy — rotatória: rua Rynek. Visível a igreja pós-evangélica de São Casimiro

Em Kartuzy, três estradas provinciais se cruzam:
- Estrada provincial n.º 211, passa pelas ruas Wzgórza Wolności, Jeziorna e Gdańska;
- Estrada provincial n.º 224, passa pelas ruas Węglowa, Gdańska e Kościerska;
- Estrada provincial n.º 228, passa pelas ruas Jeziorna e Zamkowa.

#### Transporte de ônibus
O transporte de ônibus em Kartuzy existe desde o século XX. As linhas que circulam pela cidade são operadas pelas seguintes transportadoras:
- Przewozy Autobusowe Gryf – a transportadora opera 18 linhas de ônibus na cidade;
- PKS Gdynia – a transportadora opera 3 linhas de ônibus na cidade;
- Przewozy Albatros – a transportadora opera 1 linha de ônibus na cidade.

### Transporte aéreo
O Aeroporto de Gdańsk-Lech Wałęsa, em Rębiechowo, fica a 20 km de distância.
Em 2015, um heliponto sanitário foi inaugurado na rua Ceynowy.

## Política

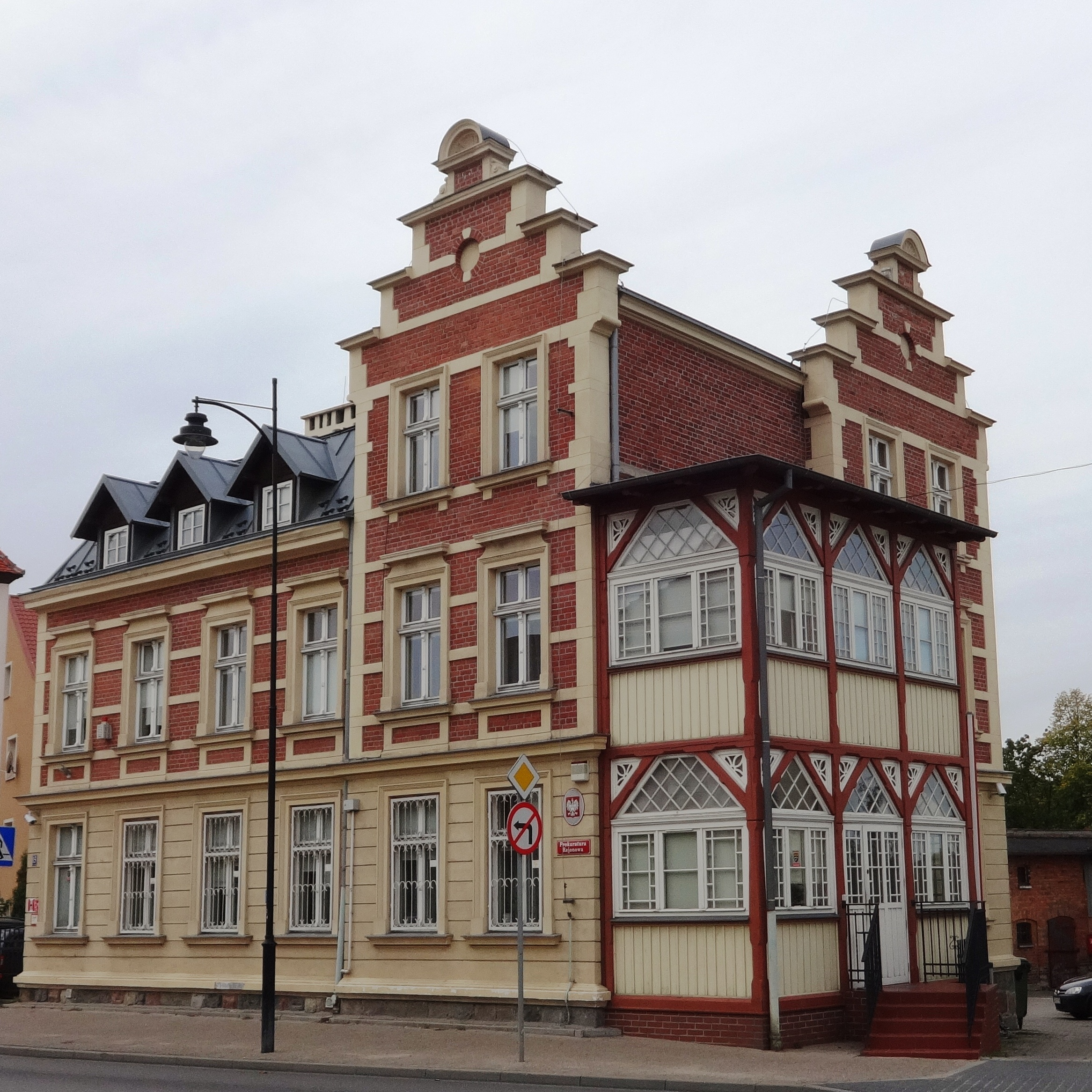
Procuradoria distrital em Kartuzy

### Administração
A cidade é a sede das autoridades da comuna urbana e rural de Kartuzy. É a sede das autoridades do condado de Kartuzy.
Kartuzy é membro da Associação de Cidades Polonesas.

## Educação
Ensino secundário:

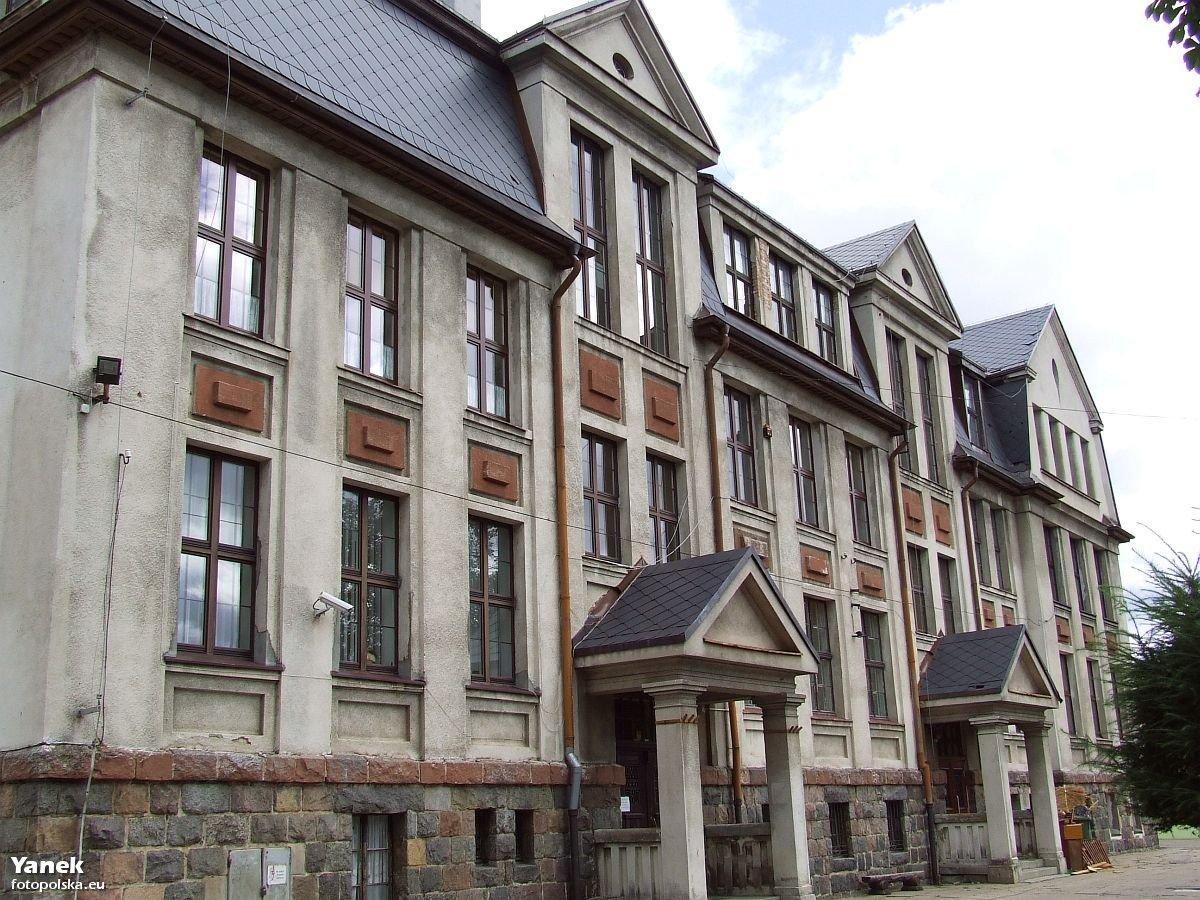
Escola primária n.º 1

- Complexo de escolas vocacionais e gerais, 1.ª Brigada Blindada de Bohaterów Westerplatte,[47]
- Escola secundária n.º 1, H. Derdowski (continuando a tradição da Escola secundária Sienkiewicz),[48]
- Escola secundária n.º 2, Aleksander Majkowski,[49]
- Escola vocacional básica do Complexo de Escolas Técnicas.[50]

Escolas particulares para adultos:
- Escola secundária geral pós-secundária para adultos (Centro Educacional Particular Marmołowski)
- Escola pós-secundária “Matrix” — especializações:

Técnico de Tecnologia da Informação, Técnico de Economia, Técnico de Contabilidade, Técnico de Administração (Centro Educacional Particular Marmołowski)

## Cultura

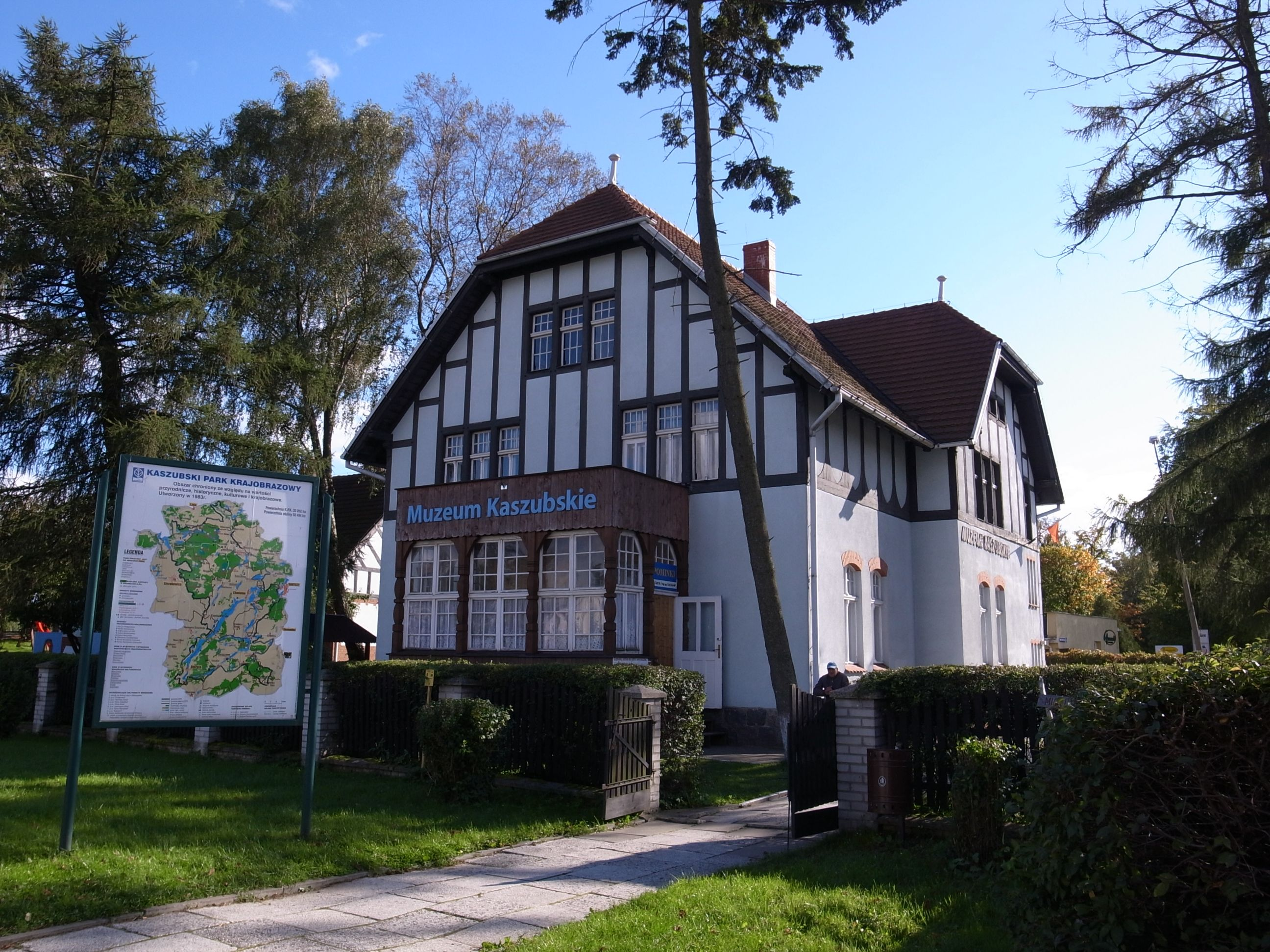
Museu Cassúbio Franciszek Treder

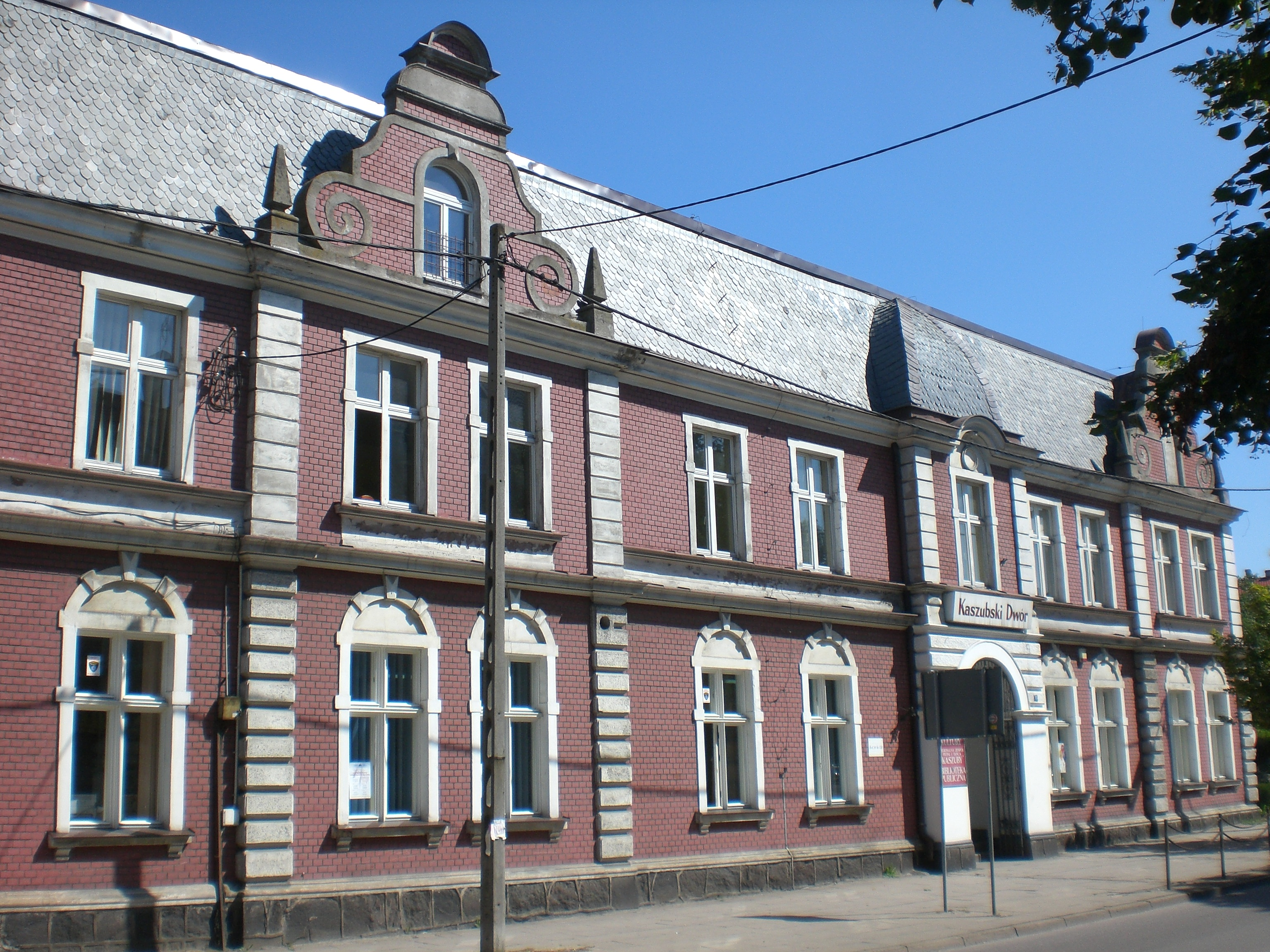
Centro Cultural “Kaszubski Dwór”

### Museus e galerias
- Museu Cassúbio Franciszek Treder[52] contém coleções sobre a história e o folclore da Cassúbia. Sua inauguração oficial ocorreu em 1 de maio de 1947. Os ativistas cassúbios que fundaram a Sociedade de Admiradores de Kartuzy no Museu Cassúbio Aleksander Majkowski, com sede em Gdansk,[53] contribuíram para sua criação.
- Galeria “Refektarz” na igreja colegiada, que, além de exposições de arte contemporânea, também abriga o “Zaduszki Jazzowe” de outono — concertos anuais com estrelas do jazz polonês.[54]

### Literatura
Um dos jovens escritores cassúbios, Aleksander Majkowski, viveu, trabalhou e escreveu em Kartuzy. Vários anos antes e depois da Segunda Guerra Mundial, Jan Rompski, que nasceu em Kartuzy, escreveu em Kartuzy. No entanto, a literatura cassúbia e em língua cassúbia em Kartuzy não se desenvolveu tão bem quanto, por exemplo, em Kościerzyna ou mesmo em centros menores.
Grażyna Pytka, cujos poemas foram publicados postumamente em 2012 em um volume intitulado Wrócę, frequentou a Primeira Escola Secundária em Kartuzy; ela é a patrona do Clube de Literatura e Arte Grażyna Pytka na Biblioteca Pública Municipal e Distrital de Kartuzy, fundada em 2011.
A revista literária trimestral “Światło i Cień” é publicada em Kartuzy desde 2012, reunindo escritores e pintores locais.

## Turismo

### Atrações turísticas
A cidade de Kartuzy é um dos centros da região da Cassúbia. A cidade tem locais turísticos atraentes, sendo o mais valioso deles o complexo do monastério cartuxo construído em estilo gótico e posteriormente reconstruído.

### Trilhas para caminhadas
Duas trilhas de caminhada passam pela cidade:
- Trilha Kartuzy, de Sopot (Lago Kamienny) a Kartuzy; comprimento= 71,0 km. Esta trilha leva da Tricidade ao Distrito dos Lagos Cassúbios, ao seu centro turístico, ou seja, a Kartuzy. A principal atração dessa trilha, porém, é o rio Radunia, um dos rios mais movimentados da Pomerânia. O percurso segue-o ou atravessa-o durante mais de um quarto da sua extensão, no troço Raduń do percurso. O que se destaca nesta parte é uma caminhada ao longo do Radunia Jar, um belo e selvagem desfiladeiro do rio (reserva natural), e uma visita a Żukowo, uma das cidades mais jovens da voivodia. Possui uma antiga igreja monástica gótica deixada pelos norbertinos.[62]
- Trilha Cassúbia vermelha, de Sierakowice a Gołuń; comprimento= 139,5 km. A Trilha Cassúbia é a trilha mais longa e provavelmente a mais bonita de toda a região de Gdansk. Seguindo uma rota sinuosa, ela viaja principalmente por quase toda a área do Distrito dos Lagos Cassúbios (ou pelo menos a parte ocidental, a maior parte dele) e se familiariza com a maioria de seus valores mais valiosos.[63]

### História do turismo em Kartuzy
Antes da Segunda Guerra Mundial, Kartuzy era o centro da Suíça cassúbia. Os turistas visitavam a cidade durante todo o ano, mas a intensidade era maior no verão. Em 1929, a base de acomodações dos hotéis de Kartuzy era de 180 lugares. Além disso, havia 100 vagas em um albergue escolar na Escola Integral. A base era complementada por várias pensões. Em 1936, foi publicado o primeiro guia de viagem da Suíça cassúbia por Aleksander Majkowski.
Em 1947, o Museu Cassúbio foi inaugurado em Kartuzy. Em meados da década de 1950, o turismo se desenvolveu significativamente. A base de acomodações ainda era modesta em comparação com o estado anterior à guerra (apenas um hotel funcionava em Kartuzy). Em 1955, a filial de Kartuzy do PTTK abriu uma estação de turismo em Kartuzy, que deu início ao revestimento de trilhas e ao desenvolvimento de “férias para caminhadas”. Em 1964, já havia 2 446 lugares em Kartuzy. Em 1969, havia 3 136 lugares, além de 5 lojas de aluguel de equipamentos turísticos, em geral, e 18 lojas de aluguel de empresas. O número de turistas que visitaram o condado de Kartuzy em 1969 foi de 620 mil, incluindo 964 turistas do exterior (principalmente de outros países socialistas).

## Parques

### Parque 66.º Regimento de Infantaria cassúbio, Marechal Józef Piłsudski
Localizado na rua Parkowa e adjacente ao prédio do Correio Polonês, o parque é um dos dois parques mais antigos de Kartuzy. Até 1920, era chamado de “parque Fink”, o fundador da Sociedade de Embelezamento de Kartuzy, que atuou durante o período prussiano. Mais tarde, no período entre guerras, passou a ser chamado de parque menor. Em 2016, por meio de uma resolução do Conselho Municipal de Kartuzy, o parque recebeu seu nome atual e, em 2019, um monumento ao Marechal Józef Piłsudski — patrono do regimento — foi inaugurado no parque 66.º Regimento de Infantaria cassúbio.

### Parque Nossa Senhora, Rainha da Polônia
No 500.º aniversário da fundação do assentamento em 1882, um obelisco em comemoração a esse evento foi erguido no parque, o monumento mais antigo de Kartuzy. Em 1903, um monumento aos mortos (Kriegerdenkmal), chamado de “monumento do soldado prussiano”, também foi colocado lá. Nas paredes laterais do pedestal, foram colocadas placas com os nomes dos soldados do condado de Kartuzy que tombaram nas guerras de 1864, 1866 e 1870–1871. No lugar do Kriegerdenkmal, demolido em 1921, foi erguido um monumento à Nossa Senhora, Rainha da Coroa Polonesa. Sua cerimônia de consagração, que ocorreu em 1927, contou com a presença de cerca de 30 mil participantes de toda a Polônia. Em setembro de 1939, a estátua de Nossa Senhora, Rainha da Coroa Polonesa foi desmontada e seus elementos escondidos no terreno da paróquia em Kartuzy. Em 1941, o Kriegerdenkmal, encontrado pelos alemães, retornou ao parque, que foi substituído novamente em outubro de 1945 pelo monumento reconstruído de Nossa Senhora, Rainha da Coroa Polonesa. Em 2000, o Conselho Municipal de Kartuzy deu ao parque seu nome atual.

### Parque na rua Aleksander Majkowski
O parque foi construído em um local que foi um cemitério evangélico entre 1862 e 1968. Esse fato é lembrado por uma pedra erguida por iniciativa da Associação de Entusiastas de Kartuzy no 70.º aniversário da concessão dos direitos municipais. No parque ao lado da fonte, por iniciativa da Associação Cassúbio-Pomerana, foi inaugurado em 1976 um monumento a Aleksander Majkowski, transferido para a frente do prédio do Hospital do Condado de Kartuzy em 1993.

### Parque Dr. Henryk Kotowski
Em 1940, as autoridades de ocupação alemãs enviaram Henryk Kotowski para Kartuzy a fim de prestar assistência médica à população polonesa do condado de Kartuzy, e ele viveu em Kartuzy até o fim de sua vida. Durante a guerra, ele morou em um prédio na rua Bielińskiego, cujas janelas têm vista direta para o parque. Ele se destacou como médico e ativista social e cassúbio. Placas biográficas foram instaladas no parque para fornecer informações sobre a história de sua vida. Em 1995, a Associação de Entusiastas de Kartuzy e a Associação Cassúbio-Pomerana, filial de Kartuzy, solicitaram conjuntamente que o parque recebesse o nome do patrono.

### Parque “Solidariedade”
Ao lado do Centro Cultural Kartuzy, o parque é o principal local para eventos ao ar livre. A Feira Cassúbia, as exibições de filmes no verão, as festividades e as exibições de fogos de artifício são regularmente organizadas em suas instalações. O parque foi o local dos principais eventos relacionados ao XXIV Congresso Mundial Cassúbio, que ocorreu em Kartuzy em 2023 — no centenário da concessão dos direitos municipais. O parque inclui um parque infantil e um parque de skate. Ele recebeu seu nome em 2000.

### Parque São João Paulo II
O parque foi projetado e ajardinado entre 2005 e 2006. Com base em uma resolução do Conselho Municipal de Kartuzy em 2006, alterada em 2022, o parque tem seu nome atual. Ele está situado próximo à igreja colegiada de Kartuzy, entre o antigo cemitério e a Klasztorna Struga. Para comemorar o Papa João Paulo II, um carvalho chamado Carvalho João Paulo II foi plantado em sua parte central. As sementes necessárias para o crescimento das mudas foram obtidas de um dos mais antigos carvalhos poloneses, o carvalho Chrobry. As mudas foram consagradas pelo Santo Padre durante a peregrinação nacional de silvicultores ao Vaticano em 2004, o que é indicado por uma pedra de granito colocada ao lado da árvore.

### Parque Danuta Siedzikówna, pseudônimo “Inka”
Chamado por Aleksander Majkowski de “um pequeno parque no lado norte do Tribunal de Grodzki”, o parque foi renomeado em 2013 por uma resolução do Conselho Municipal de Kartuzy: nomeado em homenagem a Danuta Siedzikówna, pseudônimo “Inka”. A patrona era enfermeira do Exército Nacional. Após a guerra, ela foi condenada à morte pelo Tribunal Distrital Militar de Gdansk por suas atividades na clandestinidade anticomunista e essa sentença foi executada. Em 2015, um obelisco dedicado a ela foi inaugurado no parque. Ele também contém várias outras esculturas de pedra, resultado do Simpósio Internacional de Escultura em Granito — Geômetro de Pedra, organizado com a participação da Prefeitura de Kartuzy. O objetivo do evento cíclico é criar objetos esculturais monumentais em granito de campo e inseri-los em espaços públicos na área de Kartuzy.

### Parque Teodor Elas
O parque Teodor Elas está localizado entre o Parque “Solidariedade” e a rua Klasztorna, que o separa do prédio da Primeira Escola de Ensino Médio Hieronim Derdowski. Seu patrono serviu como diretor da escola por muitos anos. O parque recebeu seu nome em 2017. Em sua parte central, há um obelisco de pedra informando que um cemitério e a primeira Igreja de Santa Catarina estavam localizados aqui entre 1490 e 1847. Na saída da rua Klasztorna, perto do parque, está a capela de São Bruno — fundador da Ordem dos Cartuxos. Com a aprovação da Congregação para o Culto Divino e a Disciplina do Sacramento em Roma, São Bruno tornou-se o santo padroeiro da cidade de Kartuzy em 2002.

### Parque da Sociedade dos Amantes de Kartuzy
Situado em frente à entrada principal da igreja colegiada de Kartuzy, o parque foi ajardinado em 2018 como parte das Iniciativas dos Residentes de Kartuzy, parte do Programa de Revitalização Municipal de Kartuzy. Tílias foram plantadas no parque, no qual foram instaladas placas para homenagear pessoas de mérito para Kartuzy. Entre elas estão: Jan de Rusocin, o primeiro a ser homenageado. Ele doou terras à ordem dos cartuxos para a construção do mosteiro, Jan Thiergart — fundador do templo de Kartuzy, Jan Deterhus — o primeiro prior monástico, Jerzy Schwengel — o prior do século XVIII e cronista da ordem, e o último monge cartuxo Piotr Kazimierz Nitsch. Na ocasião do 30.º aniversário da Sociedade de Entusiastas de Kartuzy, o Conselho Municipal de Kartuzy decidiu dar o nome da sociedade ao parque.

## Esporte e lazer

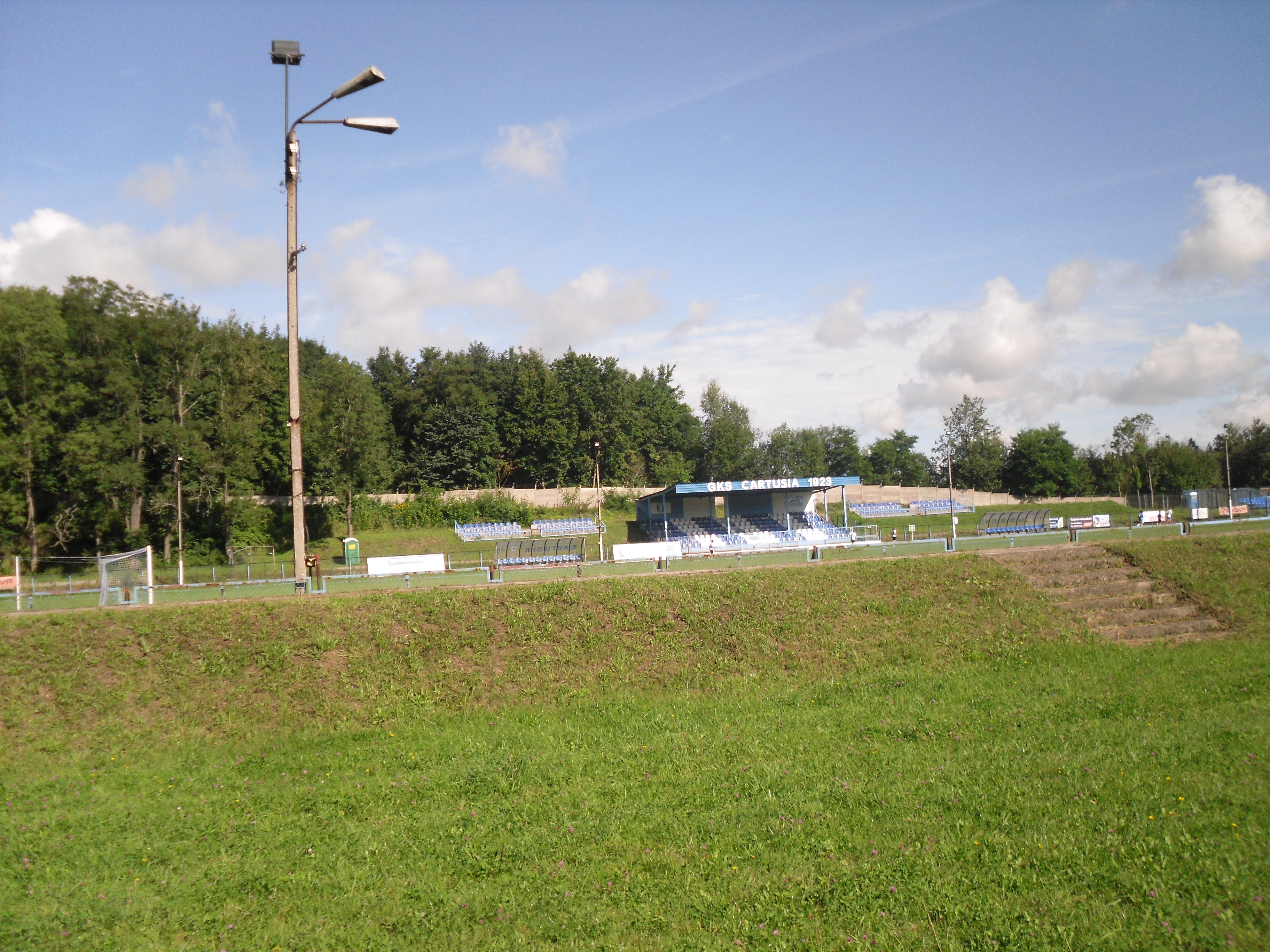
Estádio Cartusia

### GKS Cartusia
O Clube Esportivo Municipal Cartusia funciona em Kartuzy desde 1923. O esporte mais popular aqui há anos é a luta livre. Kartuzy é o local de nascimento de Andrzej Wroński, ex-aluno do GLKS Morena Żukowo, bicampeão olímpico (Seul 1988 e Atlanta 1996), campeão mundial e várias vezes campeão europeu. Em Kartuzy, há uma seção de luta livre no GKS Cartusia, mas nenhum dos competidores desse clube repetiu os sucessos de Wroński.
Há também seções de handebol, esqui, atletismo, natação e ciclismo no clube. Em 2009, a seção de futebol se separou do clube para formar uma nova associação chamada GKS Cartusia 1923.

### Cartusia 1923 Kartuzy
Kartuzy é o lar do clube de futebol Cartusia 1923 Kartuzy. Atualmente joga na III Liga do grupo II.

### KS LOT “Dziesiątka” Kartuzy
O clube de tiro esportivo “Dziesiątka” foi fundado em 14 de setembro de 2018. Há mais de 5 anos que proporciona experiências esportivas aos residentes de Kartuzy e arredores. O clube está localizado na rua Piłsudskiego, 10.

## Comunidades religiosas

### Catolicismo
- Igreja greco-católica:

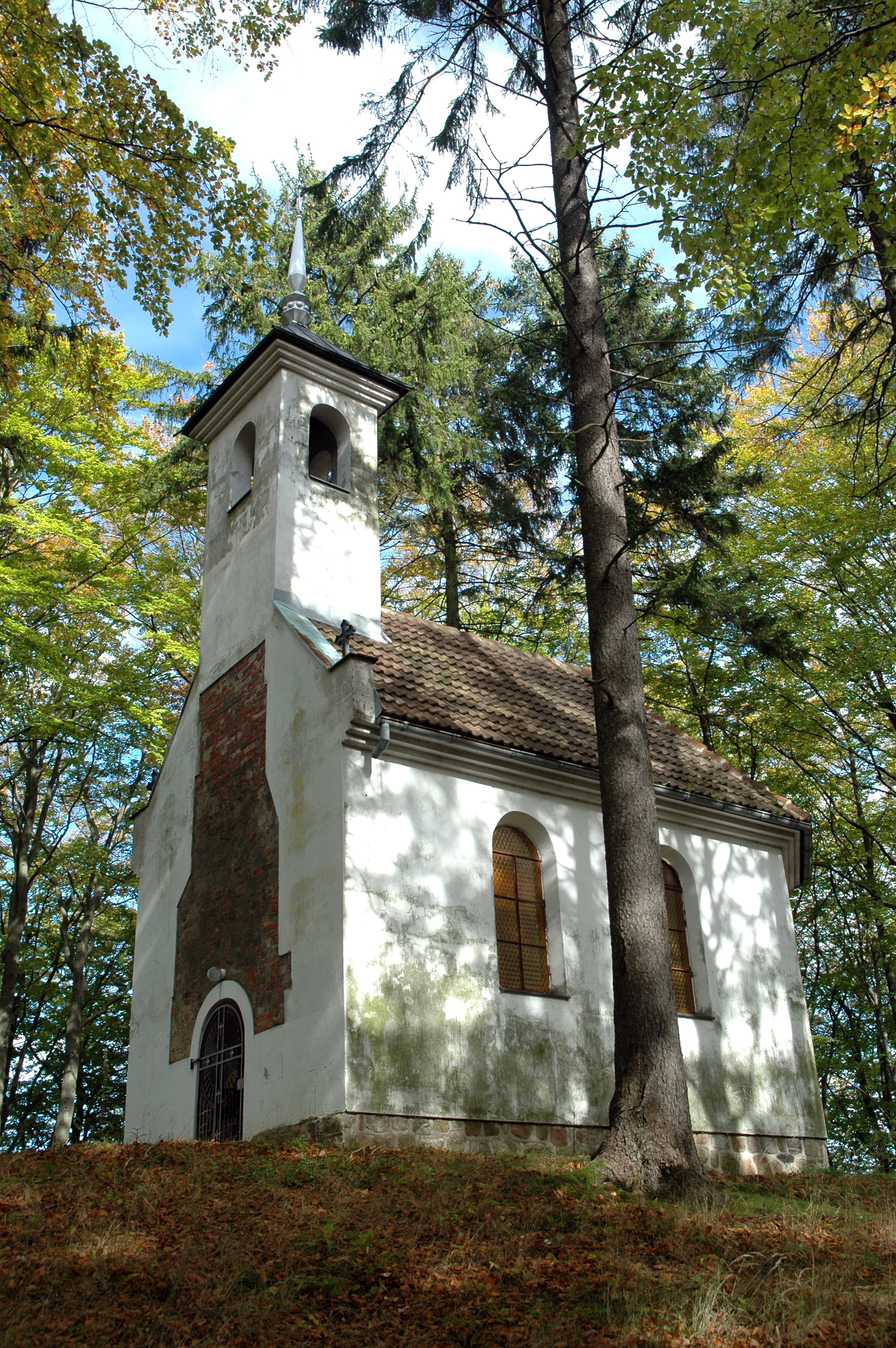
Capela da Santa Cruz

  - Centro pastoral em Kartuzy, uma filial da paróquia greco-católica da Dormição da Bem-Aventurada Virgem Maria em Lębork; os serviços são realizados na capela das Irmãs da Caridade de São Vicente de Paula.[88]
- Igreja Católica de Rito Latino:
  - Paróquia de São Casimiro[89]
  - Paróquia de Santo Adalberto[89]
  - Paróquia da Assunção da Bem-Aventurada Virgem Maria[89]

### Igrejas prostestantes
- Igreja Batista na Polônia:
  - Igreja em Kartuzy[90]
- Igreja Cristã de Fé Evangélica na Polônia:
  - Igreja em Kartuzy[91]

### Testemunhas de Jeová
- Igreja em Kartuzy (Salão do Reino: Dzierżążno)

### Comunidade judaica
Kartuzy era a sede de uma das maiores comunidades judaicas da Pomerânia desde 1932. Embora o número de judeus na própria cidade no período entre guerras não ultrapassasse 50, havia uma sinagoga e um cemitério judaico em Kartuzy. Em 1934, a comunidade judaica em Kartuzy tinha 860 membros, não apenas do condado de Kartuzy, mas também de Wejherowo, Koscierzyna e Puck.

## Cemitérios
Há dois cemitérios ativos em Kartuzy, bem como um cemitério de guerra inativo que é o local de descanso dos soldados soviéticos. Há também comemorações de cemitérios que já foram desativados; um cemitério católico romano junto à Capela de São Bruno e um cemitério evangélico.